# Anders Staschkewitsch
Anders Staschkewitsch (ur. 27 czerwca 1970) – łotewski zapaśnik walczący w stylu klasycznym. Zajął szesnaste miejsce na mistrzostwach świata w 1994. Czternasty na mistrzostwach Europy w 1995. Srebrny medalista igrzysk bałtyckich w 1997, a także mistrzostw nordyckich w 1994 roku.